# Guy Lacroix
Guy Lacroix, né en 1938 à Gatineau et mort le 27 août 2014 dans cette même ville, est un homme politique québécois. 
D'abord conseiller municipal de la ville de Gatineau, il en est le maire de 1994 à 1999.

## Biographie

### Carrière
Guy Lacroix est né en 1938 à Gatineau. Avant son saut en politique, il travaille comme gestionnaire des programmes de formation au Collège Algonquin, comme pompier volontaire et pour l'usine de papier de la Canadian International Paper Company de Gatineau.

### Politique municipale
Il est élu comme conseiller municipal de Gatineau en 1983. Il est ensuite porté à la mairie de la ville en 1994, à la suite de la destitution de Robert Labine. En 1999, en fin de mandat, il choisit de ne pas se représenter lors des prochaines élections.
Après son passage à la mairie, il travaille entre autres comme analyste politique, lors des élections municipales de 2013 à Gatineau, notamment.

### Fin de vie
Au cours de ses dernières années, il souffre d'arythmie et reçoit un diagnostic de cancer colorectal, pour lequel il est opéré et reçoit des traitements de chimiothérapie. Il meurt d'une crise cardiaque le matin du 27 août 2014, lors de sa marche quotidienne. À l'annonce de sa mort, la ville de Gatineau met son drapeau en berne. Une cérémonie de prières en présence des cendres a lieu à la Coopérative funéraire de l'Outaouais, à Gatineau, le 8 septembre suivant.